# Мінчук Сергій Миколайович
Мінчук Сергій Миколайович (18 лютого 1969 — †20 грудня 1987) — радянський військовик, учасник афганської війни.

## Життєпис
Народився 18 лютого 1969 року у селі Тріскині Сарненського району Рівненської області. В 1976 році пішов до першого класу Тріскінської СШ, яку закінчив у 1984 році. З 1984 по 1986 рік навчався в заочній школі. Також навчався на курсах трактористів в Сарненському РТП. В 1987 році працював трактористом в радгоспі ім. Дзержинського.
У 1987 році здобув професію водія в Сарненському СПТУ № 21.
Восени 1987 року був призваний на дійсну службу в Збройні сили.
Загинув 20 грудня 1987 року.

## Нагороди
- орден Червоної Зірки (посмертно)